# Гошкевич, Иосиф Антонович
Ио́сиф (О́сип) Анто́нович Гошке́вич (бел. Іосіф Антонавіч Гашкевіч; 4 [16] апреля 1814, Стреличево, Минская губерния — 3 [15] мая 1875, Мали, Виленская губерния) — белорусский и российский лингвист, востоковед; первый дипломатический представитель Российской империи в Японии (1858—1865).
В японских работах «Гошкевич И. А.» пишется катаканой: ゴシケヴィッチ.

## Биография

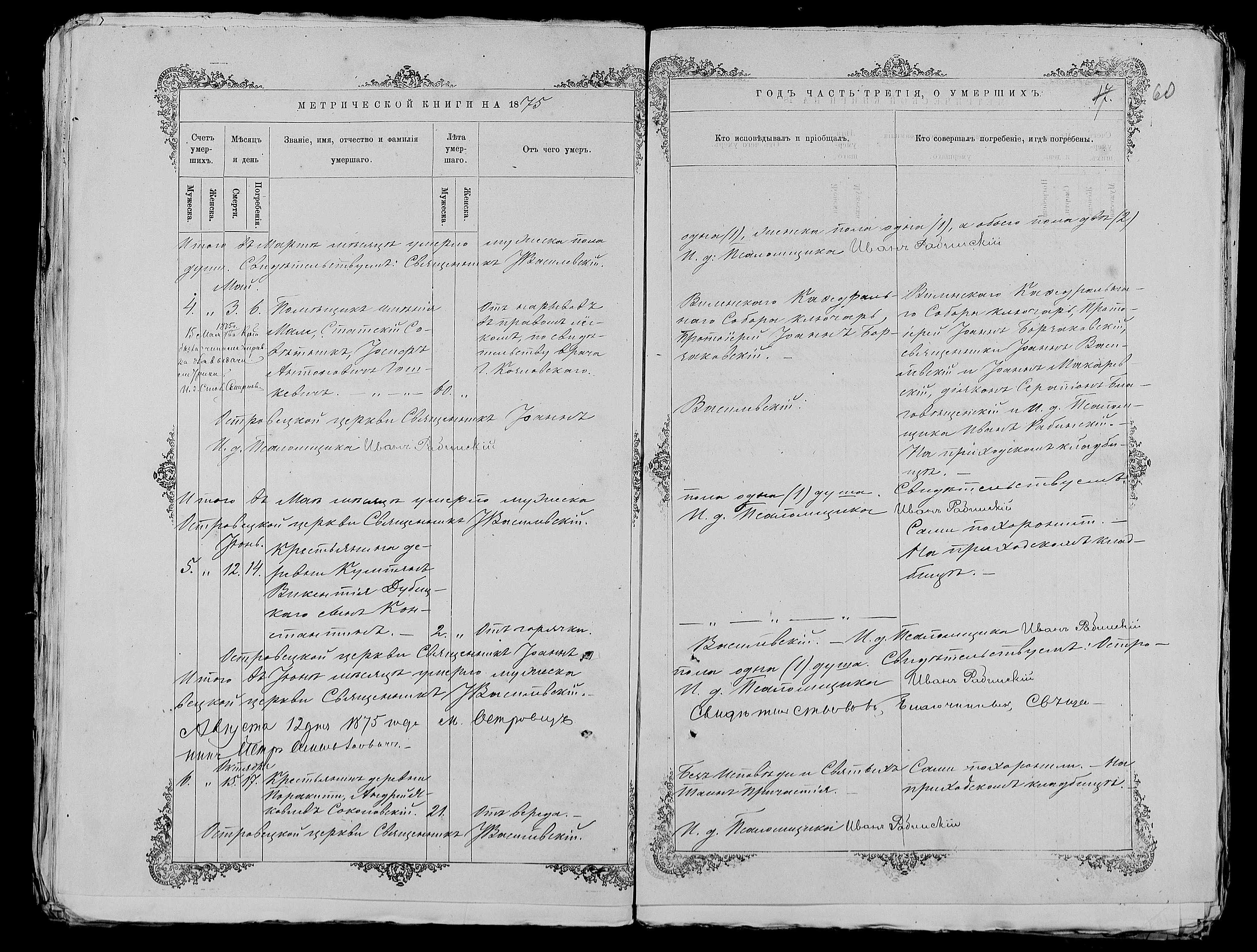
Запись о смерти Иосифа Гошкевича в имении Мали.

Родился в селе Стреличев Речицкого уезда Минской губернии. Отец — священник Михайловской церкви села Стреличева (совр. Хойникский р-н Гомельской области)) Антоний Иванович Гошкевич, мать — Гликерия Яковлевна Гошкевич, брат — Иван Антонович Гошкевич (ставший протоиереем Киевско-Подольской Константиновской церкви), племянник — историк В. И. Гошкевич.

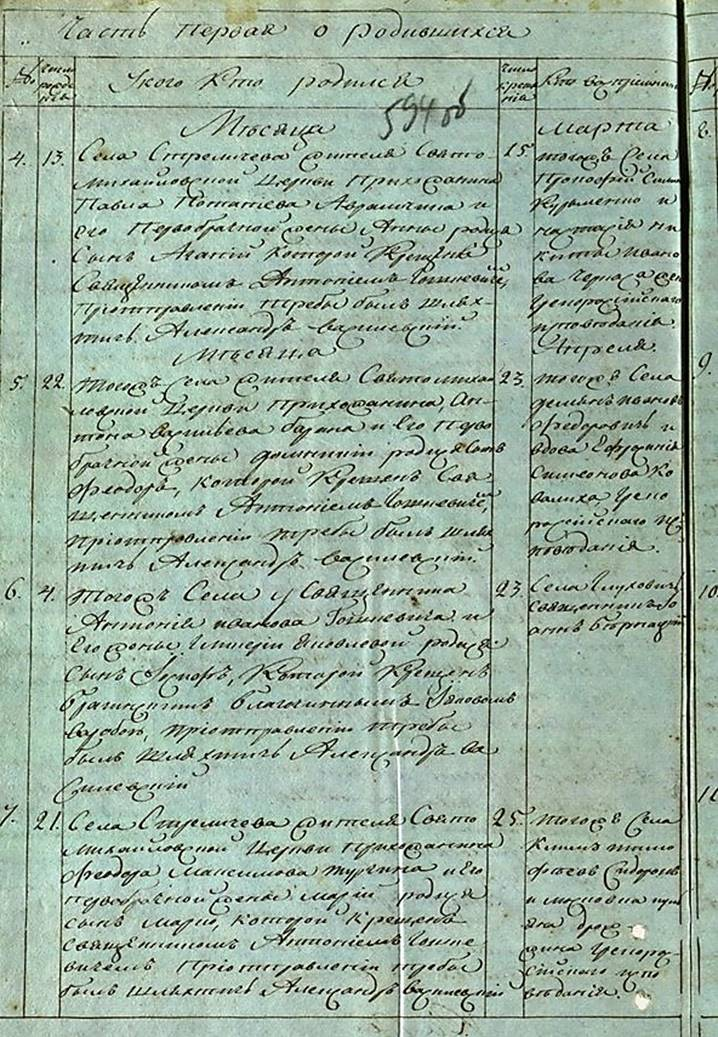
Метрическая запись о рождении и крещении Иосифа Гошкевича в селе Стреличев.

В 1835 году окончил курс Минской духовной семинарии первым разрядом и был направлен в Санкт-Петербургскую духовную академию, которую окончил в 1839 году. Тема его кандидатского сочинения — «Историческое обозрение таинства покаяния». Занимался литографическим изданием перевода Ветхого Завета с древнееврейского языка на русский. За несанкционированный Синодом перевод был привлечён к административной ответственности.
По решению Святейшего синода от 29 августа 1839 года зачислен в Российскую духовную миссию в Китае (1839—1848). Входил в состав 12-й миссии в Пекине. Итогом его пребывания в Китае стали статьи в фундаментальном исследовании «Труды членов Российской духовной миссии в Пекине». Удостоен ордена св. Станислава III степени.
Во время пребывания в Китае изучал страну как естествоиспытатель; в особенности был увлечён сбором коллекций насекомых и бабочек, которые впоследствии пополнили коллекции Российской Академии наук.
После возвращения из Китая в Санкт-Петербург в 1850 году зачислен чиновником по особым поручениям в Азиатский департамент МИД России.

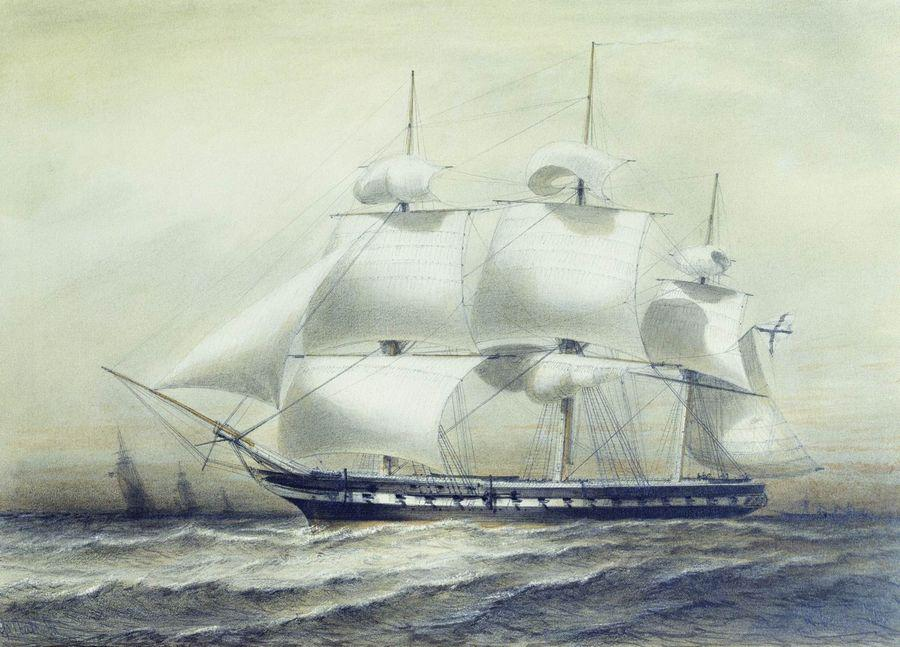
Фрегат «Паллада» 1847 года.
Художник А. П. Боголюбов, 1847

В 1852 году отправлен в качестве драгомана и советника с миссией Евфимия Путятина в Японию на фрегате «Паллада».
26 января (7 февраля) 1855 года участвовал в процедуре подписания Симодского трактата между Россией и Японией. 14 июля 1855 покинул Японию на бриге «Грета», на котором попал в плен англичан в Гонконге (1 августа 1855 — 30 марта 1856). В плену занимался составлением при помощи японца Татибана Косай (яп. 橘耕斎,в старой транскрипции: Тацибана-но Коосай, после крещения Владимир Иосифович Яматов; 1821—1885, Кумэдзо; самурай из клана Какэгава) первого японско-русского словаря (СПБ, 1857).
Вернулся в Санкт-Петербург в мае 1856 года, где получил медаль тёмной бронзы на Андреевской ленте «В память войны 1853—1856 годов», а 16 октября 1857 был награждён орденом св. Анны 2-й степени с короною и одновременно 500 руб. серебром. А также «Знак отличия беспорочной службы за XV лет».
18 декабря 1857 года получил высочайшее соизволение на издание «Японо-русского словаря», подготовленного совместно с Татибана-но Коосай.
21 декабря 1857 года высочайшим приказом по гражданскому ведомству назначается Российским императорским консулом в Японии.
В 1858—1865 годах консул Российской империи в Японии (в Хакодатэ), куда прибыл 24 октября 1858 года, на клипере «Джигит». В этом же году ездил для ратификации Эдоского договора о торговле и мореплавании в Эдо — резиденцию сёгуна. В 1860 году — как ктитор и архитектор — построил при консульстве первый православный храм в Японии
По возвращении из Японии в 1865—1867 годах служил в Азиатском департаменте МИД Российской империи в чине статского советника. В это же время занялся работой над книгой «О корнях японского языка», которая была опубликована посмертно в 1899 году. В 1867 году вышел в отставку.
В 1871 году Гошкевич с женой были утверждены в потомственном дворянстве. В 1872 году у них родился сын Иосиф, который впоследствии стал почётным мировым судьёй Виленского округа, автором книги «Статистические сведения по крестьянскому землеустройству Виленской губернии».
Умер в своём имении в д. Мали (ныне Островецкий район Гродненской области) 3 (15) мая 1875 года. Похоронен на православном приходском кладбище в Островце (сегодня не существует). Со слов местного информатора Луговского А. И. Мальдис указывал, что могила находилась у начала восточной стены костёла Святых Козьмы и Дамиана (в 1866—1918 гг. одноимённая церковь).

## Память
- В деревне Мали Островецкого района Гродненской области в честь земляка установлен Памятный знак работы белорусского скульптора Р. Б. Груши[5].
- В 1994 году в Островце установлен бронзовый бюст — погрудный портрет И. А. Гошкевича, выполненный белорусским скульптором Валерьяном Янушкевичем[бел.].
- В 2005 году в Островце на одноимённой улице установлен памятник И. А. Гошкевичу, выполненный скульптором Александром Шомовым.
- В 2019 году агрогородке Стреличево Хойникского района Гомельской области установлен Памятный знак, посвящённый 205-летию со дня рождения И. А. Гошкевича[6].
- Историко-краеведческий музей имени И. А. Гошкевича ГУО "Средняя школа № 2 г. Островца"[7]
- В Минске и Островце улицы названы именем И. А. Гошкевича.
- Памятный знак И. А. Гошкевичу (2015 год). Установлен на одноимённой улице в Островце. Открытие приурочено к 200-летию со дня рождения И. А. Гошкевича[8].
- В Музее японского города Хакодате, префектура Хоккайдо, установлен бронзовый бюст Гошкевича, исполненный в 1989 российским скульптором Олегом Комовым.
- Именем Гошкевича названы неизвестные ранее виды насекомых (в том числе два вида бабочек), скорее всего, собранные его супругой в Китае, Пекин (бражник Гашкевича) и Японии (бархатница Гошкевича), а также залив в Северной Корее[9]; в корейской традиции — залив Чосанман.
- В японских работах «Гошкевич И. А.» пишется катаканой: ゴシケヴィッチ.

### Библиографические указатели работ
1. Библиография работ И. А. Гошкевича // Кузнецов А. П. Вклад И. А. Гошкевича в становление русско-японских отношений в XIX веке (недоступная ссылка) / Санкт-Петербургский государственный университет; Науч.ред. Л. В. Зенина. — СПб: 100 Аж, 2007. — 128 c. ISBN 5-9900513-3-6

### Отдельные издания и рецензии на них
1. О корнях японского языка. — Вильно: Издатель Завадский, 1899. — 109 с.
2. Японско-русский словарь, составленный И. Гошкевичем при пособии японца Тацибана-но Коосай. — СПб, 1857. XVII. — 462 с.

### Публикации в периодических изданиях и сборниках
1. Способ приготовления туши. Китайские белила и румяны // Труды членов Российской духовной миссии в Пекине. Т. I. — СПб, 1852. — С. 361—382.

### Рукописи
1. Гошкевич И. А. Русско-маньчжурский словарь от А до Я.